# 龍格爾角
62°37′03″S 60°23′57″W / 62.61750°S 60.39917°W

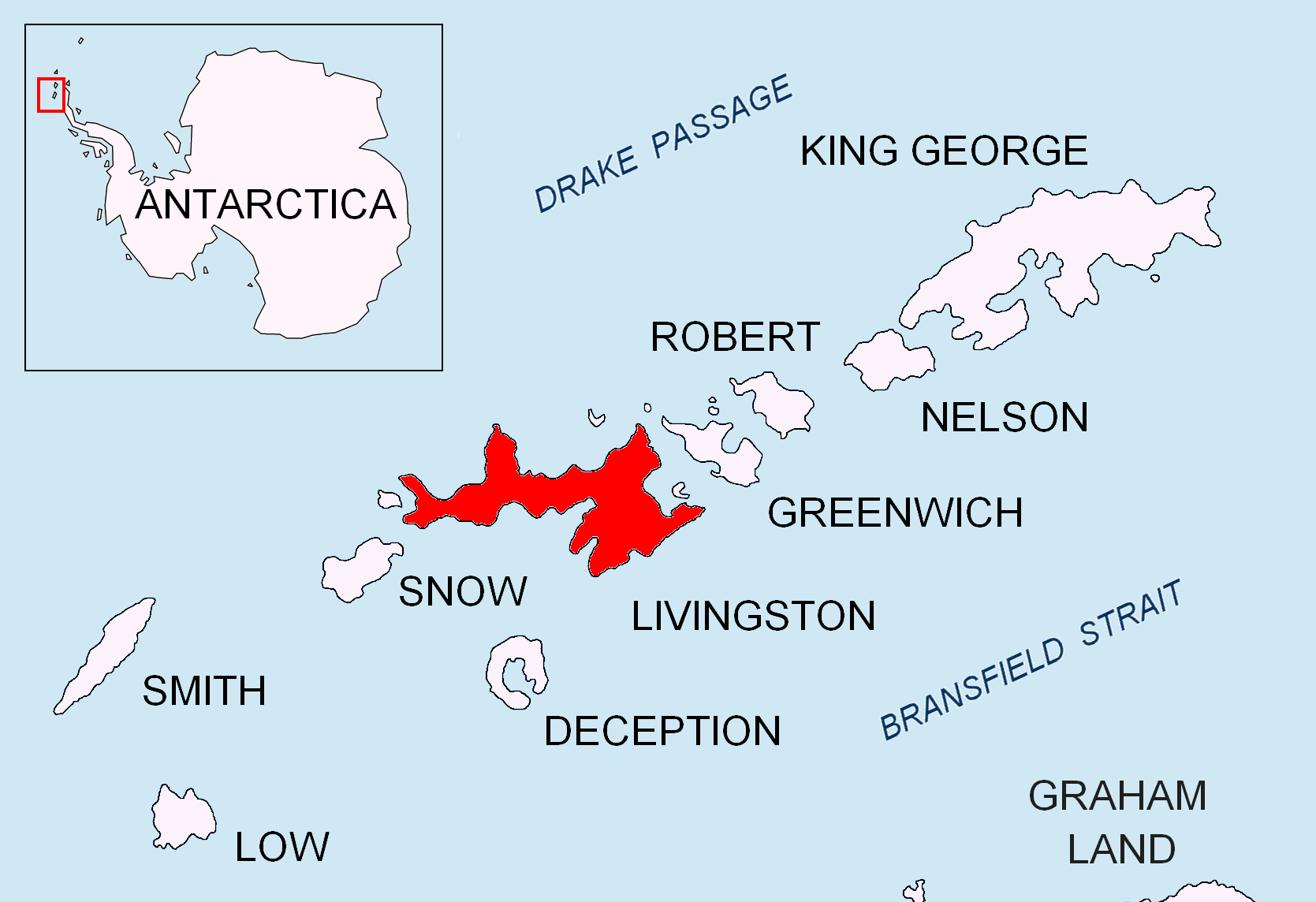

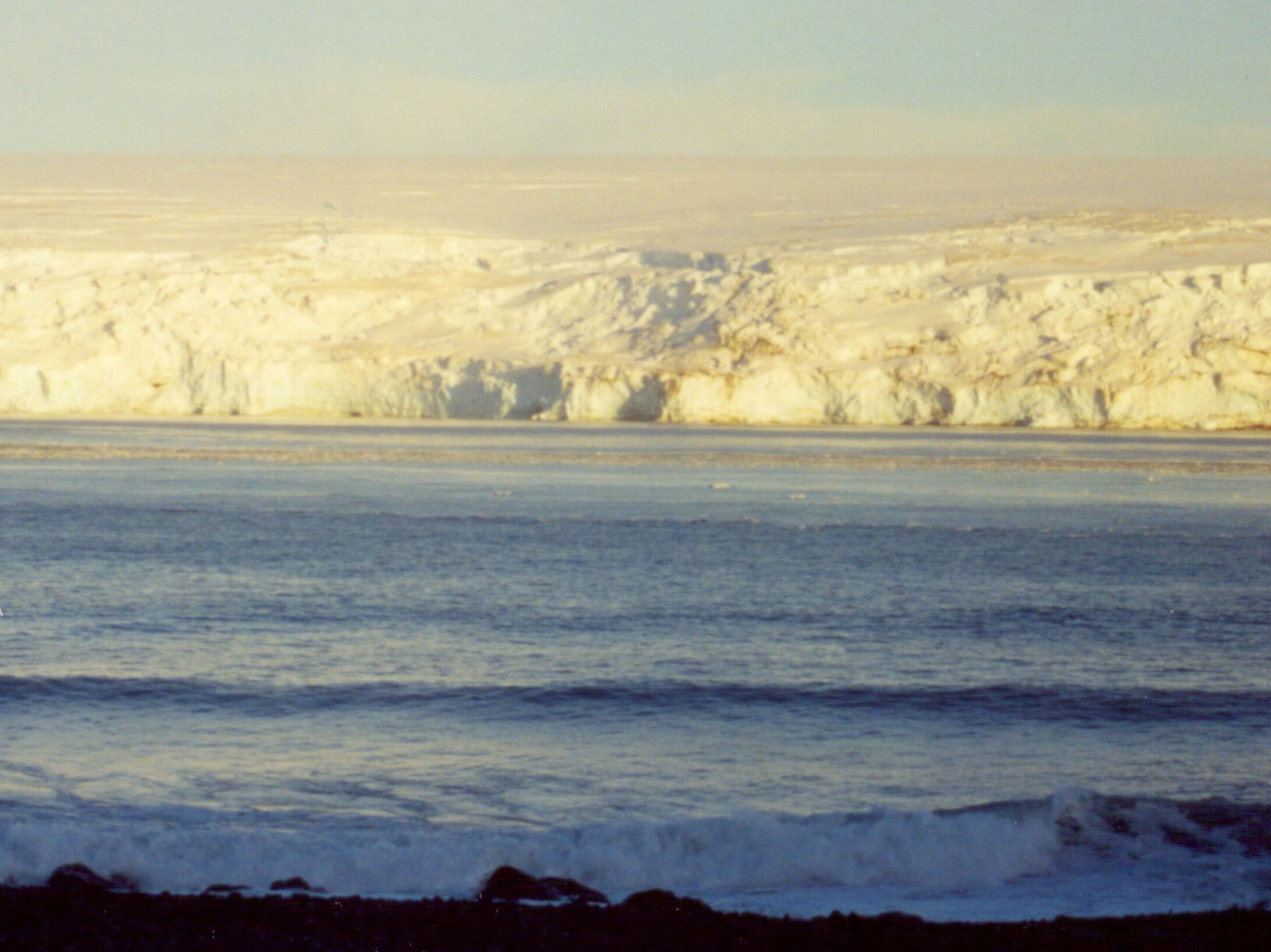

龍格爾角（Rongel Point），是南極洲的海岬，位於南設得蘭群島的利文斯頓島，處於赫斯佩里得斯角西北面3.14公里、埃雷比角東北面3.68公里和阿萊科角以西2.92公里，現時由南極條約體系管理。